# Вай (річка)
Вай (англ. Wye, валл. Afon Gwy Авон Ґуй) — п'ята за довжиною річка Великої Британії. Належить до басейну Кельтського моря. Впадає в естуарій річки Северн.

## Географія

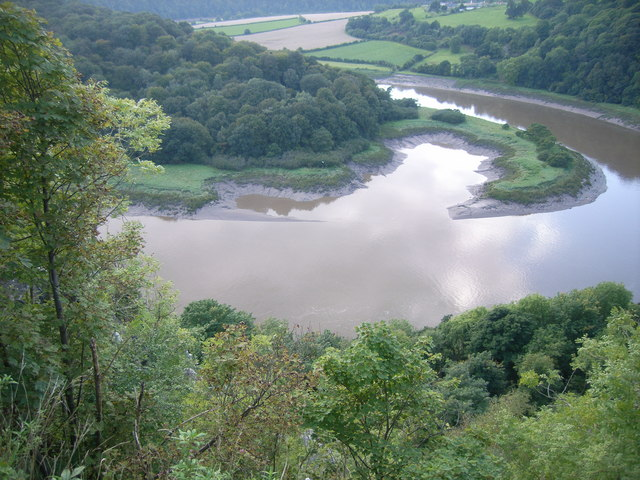
Вид з повітря на річку Вай поблизу села Вудкрофт (Чепстоу)

Річка Вай бере свій початок в центральній, малозаселеній, частині Уельсу, на східних схилах валійського гірського масиву Плинлімон (Кембрійські гори, 752 м). Тече в південно-східному, а в пониззі у південному напрямках, по території областей Повіс, Монмутшир (Уельс) і графств Герефордшир та Глостершир (Англія). Південніше міста Чепстоу впадає у естуарій річки Северн (Бристольська затока Кельтського моря). Довжина річки 215 кілометрів, площа басейну — 4,136 тис. км².
Річка Вай використовується для активного відпочинку, зокрема сплаву на каное і риболовлі. Річка досить чиста, в ній водиться багато риби, основною промисловою рибою є лосось. Долина річки, особливо в нижній течії, вирізняється мальовничою красою природи.

## Притоки
Річка приймає близько десятка невеликих і середніх приток. Найбільші із них (від витоку до гирла):
- ліві: Афон Едв (28 км), Бачаві (21 км), Луґґ[en] (72 км).
- праві: Дулас Брук (9 км), Монноу[en] (68 км), Трозі[en] (39 км).

## Населенні пункти
На річці розташовано кілька містечок і одне місто, найбільші із них (від витоку до гирла): Райадер, Білт-Велс, Гей-он-Вай, Герефорд, Росс-он-Вай, Монмут, Чепстоу.

## Галерея

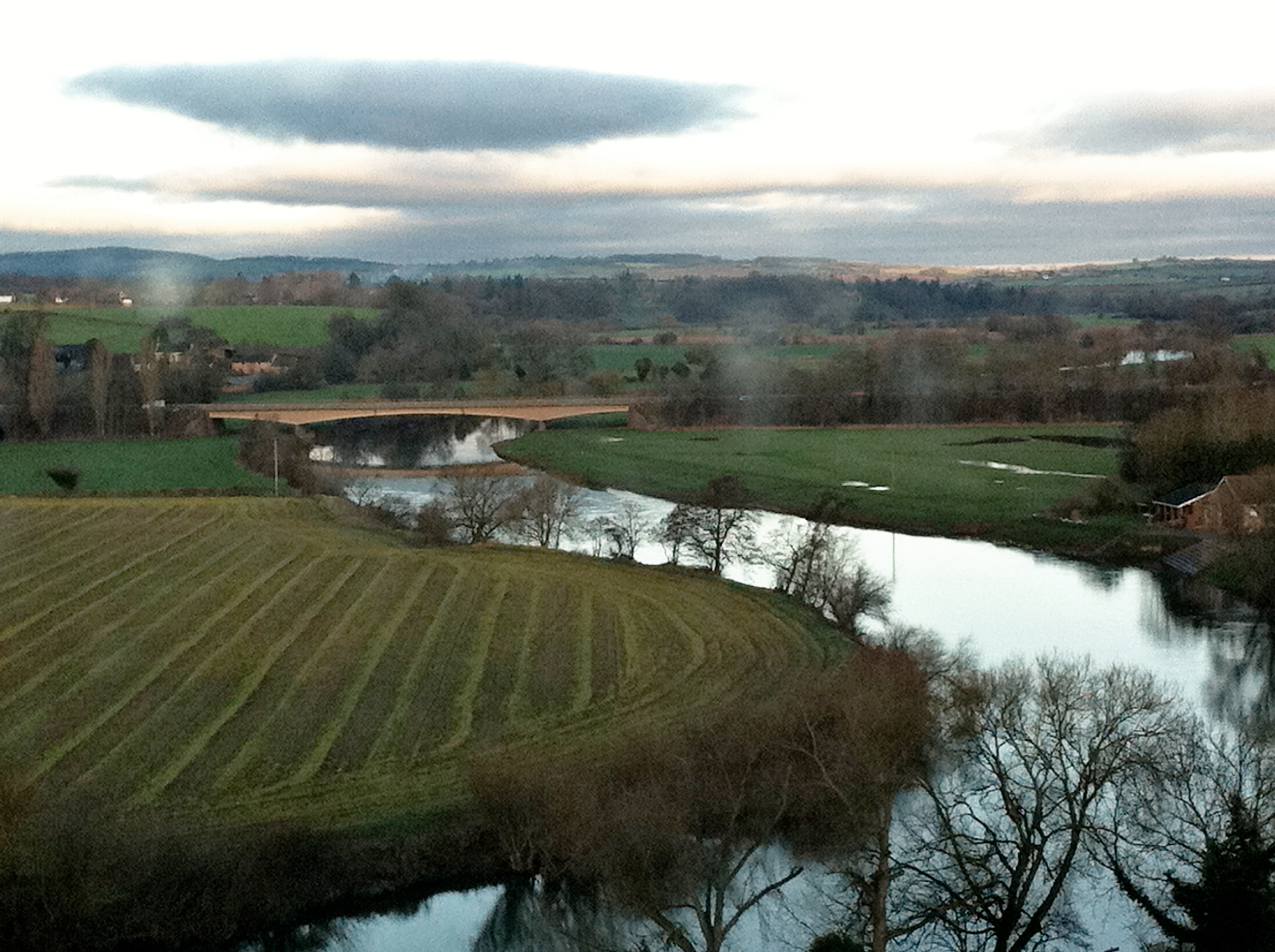
Росс-он-Вай (Герефордшир)
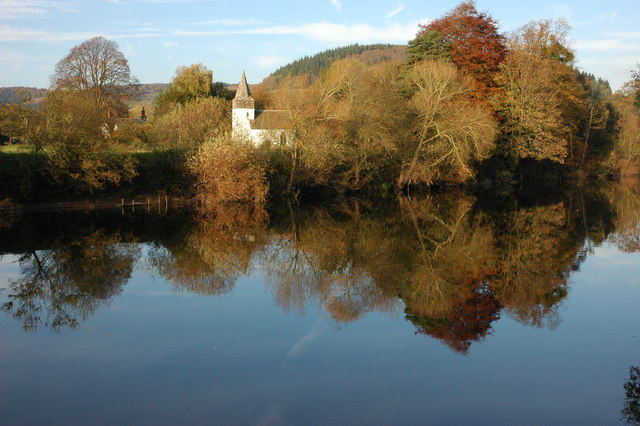
Церква Св. Петра на березі річки (c. Дікстон)
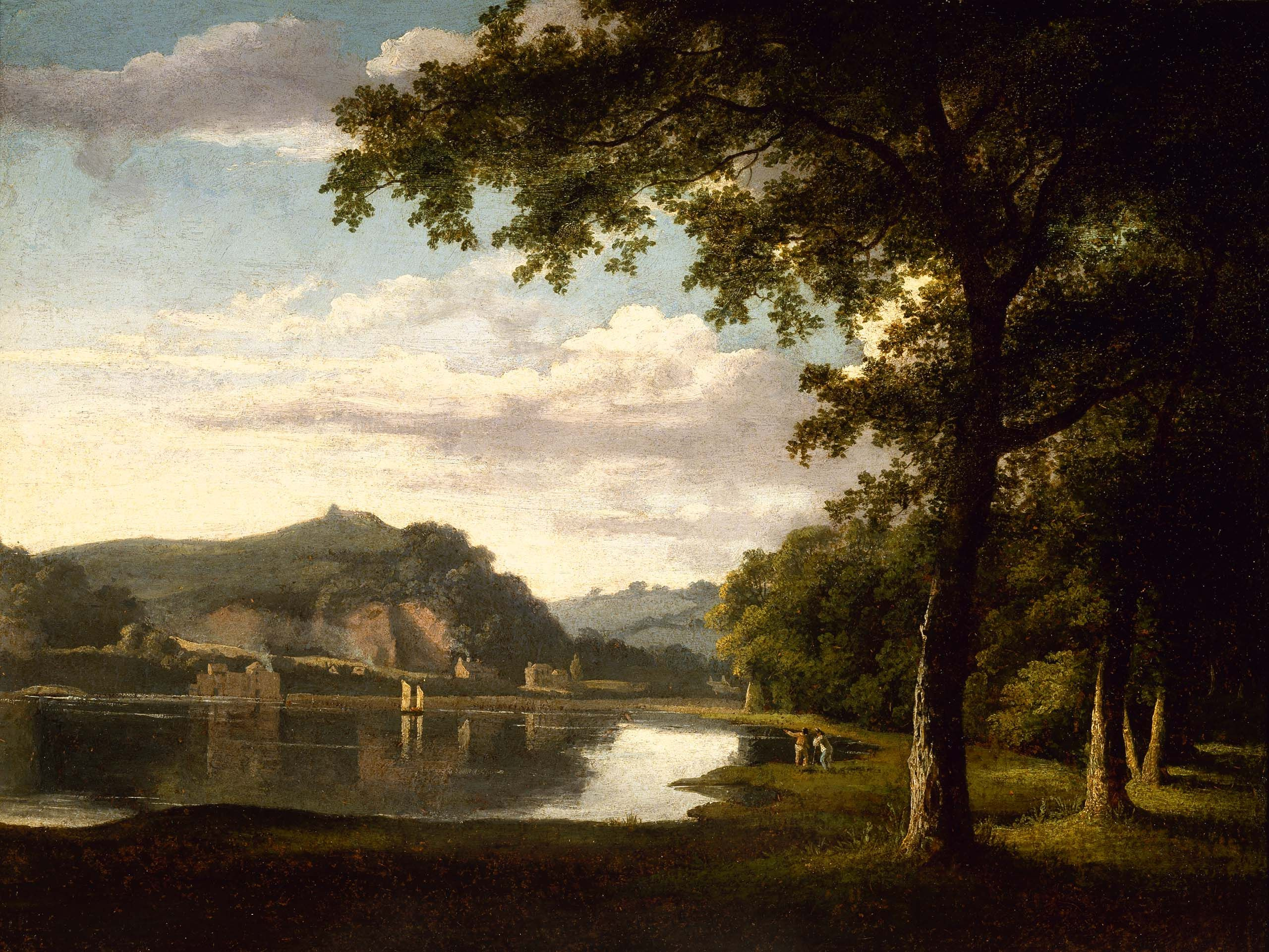
Пейзаж річки Вай. Томас Джонс, 1772 рік
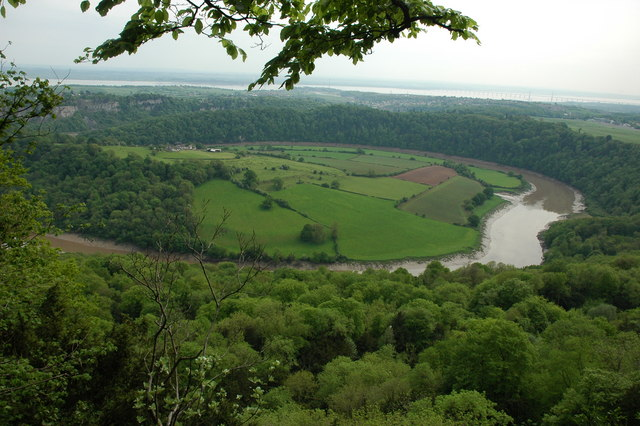
Петля річки поблизу Виндкліфф